# ATP Finals 2021
Pour un article plus général, voir Masters de tennis masculin.
Les ATP Finals 2021 (officiellement les Nitto ATP Finals 2021), également appelés Masters 2021 dans le langage courant, sont la 52e édition du Masters de tennis masculin, qui réunit les huit meilleurs joueurs disponibles de la saison 2021 de l'ATP en simple. Les huit meilleures équipes de double sont également réunies pour la 47e fois.
La compétition se déroule pour la première fois au Pala Alpitour de Turin, du 14 au 21 novembre 2021.

## Primes et points
| Tour                             | Prime       | Points |
| -------------------------------- | ----------- | ------ |
| Cumul pour le vainqueur invaincu | 2 316 000 $ | 1 500  |
| Pour la victoire en finale       | 1 094 000 $ | + 500  |
| Pour la victoire en demi-finale  | 530 000 $   | + 400  |
| Pour chaque match de poule gagné | 173 000 $   | + 200  |
| Pour chaque participant          | 173 000 $   | –      |
| Pour chaque remplaçant           | 93 000 $    | –      |

| Tour                             | Prime     | Points |
| -------------------------------- | --------- | ------ |
| Cumul pour l'équipe invaincue    | 429 000 $ | 1 500  |
| Pour la victoire en finale       | 164 000 $ | + 500  |
| Pour la victoire en demi-finale  | 84 000 $  | + 400  |
| Pour chaque match de poule gagné | 33 000 $  | + 200  |
| Pour chaque équipe participante  | 82 000 $  | –      |
| Pour chaque équipe remplaçante   | 33 000 $  | –      |

## Faits marquants

### Pendant le tournoi
Lors de la 1re journée du tournoi, l'Italien Matteo Berrettini est contraint de déclarer forfait à cause d'une blessure aux abdominaux lors de son match face à l'Allemand Alexander Zverev. Il est remplacé pour la suite du tournoi par un autre joueur italien, Jannik Sinner, 9e au classement ATP Race.
Le Grec Stéfanos Tsitsipás déclare forfait après son premier match à cause d'une blessure au coude droit. Il est remplacé par le Britannique Cameron Norrie.
Le Roumain Horia Tecău met un terme à sa carrière à la fin du tournoi.

### Lauréats
L'Allemand Alexander Zverev remporte le tournoi en battant en finale le tenant du titre Daniil Medvedev. Il s'agit du 19e titre ATP de sa carrière en simple, son deuxième Masters.
En double, Pierre-Hugues Herbert et Nicolas Mahut décrochent leur 20e titre ensemble en s'imposant en finale face à Rajeev Ram et Joe Salisbury. Il s'agit de leur 22e et 35e titre respectif dans la discipline. C'est également la deuxième fois dans leur carrière qu'ils s'adjugent ensemble le trophée du Masters.

## Résultats en simple

### Participants
| Ordre de qualification | Classement ATP Race | Date de qualification | Meilleure performance | Joueur             | Résultat    |
| ---------------------- | ------------------- | --------------------- | --------------------- | ------------------ | ----------- |
| 1                      | 1                   | 12 juillet 2021       | V (5)                 | Novak Djokovic     | DF (3V, 1D) |
| 2                      | 2                   | 13 septembre 2021     | V (1)                 | Daniil Medvedev    | F (4V, 1D)  |
| 3                      | 4                   | 13 septembre 2021     | V (1)                 | Stéfanos Tsitsipás | RR (0V, 1D) |
| 4                      | 3                   | 11 octobre 2021       | V (1)                 | Alexander Zverev   | V (4V, 1D)  |
| 5                      | 5                   | 23 octobre 2021       | RR (1)                | Andrey Rublev      | RR (1V, 2D) |
| 6                      | 6                   | 25 octobre 2021       | RR (1)                | Matteo Berrettini  | RR (0V, 1D) |
| 7                      | 8                   | 4 novembre 2021       | -                     | Casper Ruud        | DF (2V, 2D) |
| 8                      | 7                   | 5 novembre 2021       | -                     | Hubert Hurkacz     | RR (0V, 3D) |

### Remplaçants
| Classement ATP Race | Joueur         | Résultat    |
| ------------------- | -------------- | ----------- |
| 9                   | Jannik Sinner  | RR (1V, 1D) |
| 11                  | Cameron Norrie | RR (0V, 2D) |

### Confrontations avant le Masters
| Joueur             | ND    | DM    | ST    | AZ    | AR    | MB    | CR    | HH    | Total V-D | % victoires |
| ------------------ | ----- | ----- | ----- | ----- | ----- | ----- | ----- | ----- | --------- | ----------- |
| Novak Djokovic     |       | 6 - 4 | 6 - 2 | 7 - 3 | 0 - 0 | 4 - 0 | 1 - 0 | 3 - 0 | 27 - 9    | 75,0 %      |
| Daniil Medvedev    | 4 - 6 |       | 6 - 2 | 5 - 5 | 4 - 1 | 2 - 0 | 2 - 0 | 1 - 1 | 24 - 15   | 61,5 %      |
| Stéfanos Tsitsipás | 2 - 6 | 2 - 6 |       | 6 - 3 | 4 - 3 | 2 - 0 | 1 - 1 | 6 - 2 | 23 - 21   | 52,3 %      |
| Alexander Zverev   | 3 - 7 | 5 - 5 | 3 - 6 |       | 5 - 0 | 3 - 1 | 2 - 0 | 1 - 0 | 22 - 19   | 53,6 %      |
| Andrey Rublev      | 0 - 0 | 1 - 4 | 3 - 4 | 0 - 5 |       | 2 - 3 | 4 - 0 | 0 - 2 | 10 - 18   | 35,7 %      |
| Matteo Berrettini  | 0 - 4 | 0 - 2 | 0 - 2 | 1 - 3 | 3 - 2 |       | 2 - 2 | 1 - 1 | 7 - 16    | 30,4 %      |
| Casper Ruud        | 0 - 1 | 0 - 2 | 1 - 1 | 0 - 2 | 0 - 4 | 2 - 2 |       | 0 - 0 | 3 - 13    | 18,8 %      |
| Hubert Hurkacz     | 0 - 3 | 1 - 1 | 2 - 6 | 0 - 1 | 2 - 0 | 1 - 1 | 0 - 0 |       | 6 - 12    | 33,3 %      |

Source :(en) « Head2Head », sur atptour.com

### Phase de poules

#### Groupe Vert
- Novak Djokovic (no 1)
- Stéfanos Tsitsipás (no 4)
- Andrey Rublev (no 5)
- Casper Ruud (no 8)
- +  Cameron Norrie (no 10)

##### Résultats
| Date               | Vainqueur      | Vaincu             | Score          | Durée      |
| ------------------ | -------------- | ------------------ | -------------- | ---------- |
| 15 nov. à 14 h CET | Novak Djokovic | Casper Ruud        | 7-64, 6-2      | 1 h 30 min |
| 15 nov. à 21 h CET | Andrey Rublev  | Stéfanos Tsitsipás | 6-4, 6-4       | 1 h 31 min |
| 17 nov. à 14 h CET | Novak Djokovic | Andrey Rublev      | 6-3, 6-2       | 1 h 8 min  |
| 17 nov. à 21 h CET | Casper Ruud    | Cameron Norrie     | 1-6, 6-3, 6-4  | 1 h 51 min |
| 19 nov. à 14 h CET | Casper Ruud    | Andrey Rublev      | 2-6, 7-5, 7-65 | 2 h 23 min |
| 19 nov. à 21 h CET | Novak Djokovic | Cameron Norrie     | 6-2, 6-1       | 1 h 6 min  |

##### Classement
| Rang poule | Classement ATP Race | Joueur             | Match(s) G-P | Set(s) G-P | Jeux G-P |
| ---------- | ------------------- | ------------------ | ------------ | ---------- | -------- |
| 1          | 1                   | Novak Djokovic     | 3-0          | 6-0        | 37-16    |
| 2          | 8                   | Casper Ruud        | 2-1          | 4-4        | 37-43    |
| 3          | 5                   | Andrey Rublev      | 1-2          | 3-4        | 34-36    |
| 4          | 11                  | Cameron Norrie     | 0-2          | 1-4        | 16-25    |
| 5          | 4                   | Stéfanos Tsitsipás | 0-1          | 0-2        | 8-12     |

#### Groupe Rouge
- Daniil Medvedev (no 2)
- Alexander Zverev (no 3)
- Matteo Berrettini (no 6)
- Hubert Hurkacz (no 7)
- +  Jannik Sinner (no 9)

##### Résultats
| Date               | Vainqueur        | Vaincu            | Score           | Durée      |
| ------------------ | ---------------- | ----------------- | --------------- | ---------- |
| 14 nov. à 14 h CET | Daniil Medvedev  | Hubert Hurkacz    | 65-7, 6-3, 6-4  | 2 h 0 min  |
| 14 nov. à 21 h CET | Alexander Zverev | Matteo Berrettini | 7-67, 1-0 ab.   | 1 h 41 min |
| 16 nov. à 14 h CET | Daniil Medvedev  | Alexander Zverev  | 6-3, 63-7, 7-66 | 2 h 35 min |
| 16 nov. à 21 h CET | Jannik Sinner    | Hubert Hurkacz    | 6-2, 6-2        | 1 h 25 min |
| 18 nov. à 14 h CET | Alexander Zverev | Hubert Hurkacz    | 6-2, 6-4        | 1 h 2 min  |
| 18 nov. à 21 h CET | Daniil Medvedev  | Jannik Sinner     | 6-0, 65-7, 7-68 | 2 h 29 min |

##### Classement
| Rang poule | Classement ATP Race | Joueur            | Match(s) G-P | Set(s) G-P | Jeux G-P |
| ---------- | ------------------- | ----------------- | ------------ | ---------- | -------- |
| 1          | 2                   | Daniil Medvedev   | 3-0          | 6-3        | 56-43    |
| 2          | 3                   | Alexander Zverev  | 2-1          | 5-2        | 28-25    |
| 3          | 9                   | Jannik Sinner     | 1-1          | 3-2        | 25-23    |
| 4          | 7                   | Hubert Hurkacz    | 0-3          | 1-6        | 24-42    |
| 5          | 6                   | Matteo Berrettini | 0-1          | 0-2        | 0-0      |

### Phase finale
|  |                  |                  |            |            |            |                  |                  |                 |            |            |        |        |
|  | 1/2 finale       | 1/2 finale       | 1/2 finale | 1/2 finale | 1/2 finale |                  |                  | Finale          | Finale     | Finale     | Finale | Finale |
|  | 20 novembre 2021 | 20 novembre 2021 | 2 h 28 min | 2 h 28 min | 2 h 28 min |                  |                  |                 |            |            |        |        |
|  | 20 novembre 2021 | 20 novembre 2021 | 2 h 28 min | 2 h 28 min | 2 h 28 min |                  |                  |                 |            |            |        |        |
|  | Novak Djokovic   | (1)              | 64         | 6          | 3          |                  |                  |                 |            |            |        |        |
|  | Novak Djokovic   | (1)              | 64         | 6          | 3          | 21 novembre 2021 | 21 novembre 2021 | 1 h 15 min      | 1 h 15 min | 1 h 15 min |        |        |
|  | Alexander Zverev | (3)              | 7          | 4          | 6          | 21 novembre 2021 | 21 novembre 2021 | 1 h 15 min      | 1 h 15 min | 1 h 15 min |        |        |
|  | Alexander Zverev | (3)              | 7          | 4          | 6          | Alexander Zverev | (3)              | 6               | 6          |            |        |        |
|  | 20 novembre 2021 | 20 novembre 2021 | 1 h 19 min | 1 h 19 min | 1 h 19 min | Alexander Zverev | (3)              | 6               | 6          |            |        |        |
|  | 20 novembre 2021 | 20 novembre 2021 | 1 h 19 min | 1 h 19 min | 1 h 19 min |                  |                  | Daniil Medvedev | (2)        | 4          | 4      |        |
|  | Daniil Medvedev  | (2)              | 6          | 6          |            |                  |                  | Daniil Medvedev | (2)        | 4          | 4      |        |
|  | Daniil Medvedev  | (2)              | 6          | 6          |            |                  |                  |                 |            |            |        |        |
|  | Casper Ruud      | (8)              | 4          | 2          |            |                  |                  |                 |            |            |        |        |
|  | Casper Ruud      | (8)              | 4          | 2          |            |                  |                  |                 |            |            |        |        |

### Classement final
| Résultat       | Classement ATP Race | Joueur             | Match(s) G-P | Set(s) G-P | Jeux G-P | Points gagnés | Nouveau rang |
| -------------- | ------------------- | ------------------ | ------------ | ---------- | -------- | ------------- | ------------ |
| Vainqueur      | 3                   | Alexander Zverev   | 4-1          | 9-3        | 57-48    | 1300          | 3            |
| Finaliste      | 2                   | Daniil Medvedev    | 4-1          | 8-5        | 76-61    | 1000          | 2            |
| Demi-finaliste | 1                   | Novak Djokovic     | 3-1          | 7-2        | 52-33    | 600           | 1            |
| Demi-finaliste | 8                   | Casper Ruud        | 2-2          | 4-6        | 43-55    | 400           | 8            |
| Poules         | 5                   | Andrey Rublev      | 1-2          | 3-4        | 34-36    | 200           | 5            |
| Poules         | 9                   | Jannik Sinner      | 1-1          | 3-2        | 25-23    | 200           | 10           |
| Poules         | 7                   | Hubert Hurkacz     | 0-3          | 1-6        | 24-42    | 0             | 9            |
| Poules         | 11                  | Cameron Norrie     | 0-2          | 1-4        | 16-25    | 0             | 12           |
| Poules         | 4                   | Stéfanos Tsitsipás | 0-1          | 0-2        | 8-12     | 0             | 4            |
| Poules         | 6                   | Matteo Berrettini  | 0-1          | 0-2        | 0-0      | 0             | 7            |

## Résultats en double

### Participants
| Ordre de qualification | Classement ATP Race | Date de qualification | Meilleure performance | Équipe                              | Résultat    |
| ---------------------- | ------------------- | --------------------- | --------------------- | ----------------------------------- | ----------- |
| 1                      | 1                   | 6 juillet 2021        | V (1) RR (3)          | Nikola Mektić Mate Pavić            | DF (2V, 2D) |
| 2                      | 2                   | 3 septembre 2021      | F (1) DF (1)          | Rajeev Ram Joe Salisbury            | F (4V, 1D)  |
| 3                      | 3                   | 13 septembre 2021     | V (1)                 | Pierre-Hugues Herbert Nicolas Mahut | V (4V, 1D)  |
| 4                      | 4                   | 30 septembre 2021     | V (1) DF (1)          | Marcel Granollers Horacio Zeballos  | DF (2V, 2D) |
| 5                      | 6                   | 19 octobre 2021       | F (1) RR (1)          | Ivan Dodig Filip Polášek            | RR (1V, 2D) |
| 6                      | 5                   | 26 octobre 2021       | DF (2)                | Juan Sebastián Cabal Robert Farah   | RR (1V, 2D) |
| 7                      | 8                   | 4 novembre 2021       | RR (2) V (1)          | Kevin Krawietz Horia Tecău          | RR (1V, 2D) |
| 8                      | 7                   | 4 novembre 2021       | DF (3) DF (4)         | Jamie Murray Bruno Soares           | RR (0V, 3D) |

### Remplaçants
| Classement ATP Race | Équipe                         | Résultat |
| ------------------- | ------------------------------ | -------- |
| 10                  | Simone Bolelli Máximo González | -        |
| 11                  | Tim Pütz Michael Venus         | -        |

### Confrontations avant le Masters
| Équipe                              | NM/MP | RR/JS | PHH/NM | MG/HZ | JSC/RF | ID/FP | JM/BS | KW/HT | Total V-D | Total V-D 2021 |
| ----------------------------------- | ----- | ----- | ------ | ----- | ------ | ----- | ----- | ----- | --------- | -------------- |
| Nikola Mektić Mate Pavić            |       | 4 - 1 | 2 - 0  | 2 - 1 | 0 - 1  | 2 - 1 | 0 - 0 | 2 - 0 | 12 - 4    | 59 - 11        |
| Rajeev Ram Joe Salisbury            | 1 - 4 |       | 0 - 1  | 4 - 2 | 3 - 1  | 1 - 2 | 2 - 0 | 0 - 1 | 11 - 11   | 40 - 16        |
| Pierre-Hugues Herbert Nicolas Mahut | 0 - 2 | 1 - 0 |        | 0 - 2 | 5 - 2  | 0 - 0 | 2 - 2 | 0 - 0 | 8 - 8     | 30 - 11        |
| Marcel Granollers Horacio Zeballos  | 1 - 2 | 2 - 4 | 2 - 0  |       | 0 - 1  | 1 - 0 | 0 - 2 | 0 - 1 | 6 - 10    | 24 - 11        |
| Juan Sebastián Cabal Robert Farah   | 1 - 0 | 1 - 3 | 2 - 5  | 1 - 0 |        | 0 - 1 | 3 - 7 | 1 - 0 | 10 - 15   | 36 - 18        |
| Ivan Dodig Filip Polášek            | 1 - 2 | 2 - 1 | 0 - 0  | 0 - 1 | 1 - 0  |       | 0 - 0 | 1 - 0 | 4 - 5     | 20 - 11        |
| Jamie Murray Bruno Soares           | 0 - 0 | 0 - 2 | 2 - 2  | 2 - 0 | 7 - 3  | 0 - 0 |       | 0 - 1 | 11 - 8    | 25 - 13        |
| Kevin Krawietz Horia Tecău          | 0 - 2 | 1 - 0 | 0 - 0  | 1 - 0 | 0 - 1  | 0 - 1 | 1 - 0 |       | 3 - 4     | 28 - 13        |

### Phase de poules

#### Groupe Vert
- Nikola Mektić
 Mate Pavić (no 1)
- Marcel Granollers
 Horacio Zeballos (no 4)
- Ivan Dodig
 Filip Polášek (no 6)
- Kevin Krawietz
 Horia Tecău (no 8)

##### Résultats
| Date                  | Vainqueurs                         | Vaincus                            | Score              | Durée      |
| --------------------- | ---------------------------------- | ---------------------------------- | ------------------ | ---------- |
| 14 nov. à 11 h 30 CET | Nikola Mektić Mate Pavić           | Kevin Krawietz Horia Tecău         | 6-4, 6-4           | 1 h 17 min |
| 14 nov. à 18 h 30 CET | Marcel Granollers Horacio Zeballos | Ivan Dodig Filip Polášek           | 4-6, 7-610, [10-6] | 2 h 3 min  |
| 16 nov. à 11 h 30 CET | Marcel Granollers Horacio Zeballos | Nikola Mektić Mate Pavić           | 6-4, 7-64          | 1 h 40 min |
| 16 nov. à 18 h 30 CET | Ivan Dodig Filip Polášek           | Kevin Krawietz Horia Tecău         | 7-62, 7-5          | 1 h 42 min |
| 18 nov. à 11 h 30 CET | Kevin Krawietz Horia Tecău         | Marcel Granollers Horacio Zeballos | 6-3, 61-7, [10-6]  | 1 h 39 min |
| 18 nov. à 18 h 30 CET | Nikola Mektić Mate Pavić           | Ivan Dodig Filip Polášek           | 6-4, 7-66          | 1 h 33 min |

##### Classement
| Rang poule | Classement ATP Race | Joueur                             | Match(s) G-P | Set(s) G-P | Jeux G-P |
| ---------- | ------------------- | ---------------------------------- | ------------ | ---------- | -------- |
| 1          | 4                   | Marcel Granollers Horacio Zeballos | 2-1          | 5-3        | 35-35    |
| 2          | 1                   | Nikola Mektić Mate Pavić           | 2-1          | 4-2        | 35-31    |
| 3          | 6                   | Ivan Dodig Filip Polášek           | 1-2          | 3-4        | 36-36    |
| 4          | 8                   | Kevin Krawietz Horia Tecău         | 1-2          | 2-5        | 32-36    |

#### Groupe Rouge
- Rajeev Ram
 Joe Salisbury (no 2)
- Pierre-Hugues Herbert
 Nicolas Mahut (no 3)
- Juan Sebastián Cabal
 Robert Farah (no 5)
- Jamie Murray
 Bruno Soares (no 7)

##### Résultats
| Date                  | Vainqueurs                          | Vaincus                             | Score              | Durée      |
| --------------------- | ----------------------------------- | ----------------------------------- | ------------------ | ---------- |
| 15 nov. à 11 h 30 CET | Rajeev Ram Joe Salisbury            | Jamie Murray Bruno Soares           | 6-1, 7-65          | 1 h 26 min |
| 15 nov. à 18 h 30 CET | Pierre-Hugues Herbert Nicolas Mahut | Juan Sebastián Cabal Robert Farah   | 7-61, 6-4          | 1 h 32 min |
| 17 nov. à 11 h 30 CET | Juan Sebastián Cabal Robert Farah   | Jamie Murray Bruno Soares           | 6-2, 6-4           | 1 h 16 min |
| 17 nov. à 18 h 30 CET | Rajeev Ram Joe Salisbury            | Pierre-Hugues Herbert Nicolas Mahut | 6-77, 6-0, [13-11] | 1 h 40 min |
| 19 nov. à 11 h 30 CET | Rajeev Ram Joe Salisbury            | Juan Sebastián Cabal Robert Farah   | 7-5, 2-6, [11-9]   | 1 h 35 min |
| 19 nov. à 18 h 30 CET | Pierre-Hugues Herbert Nicolas Mahut | Jamie Murray Bruno Soares           | 6-3, 7-65          | 1 h 22 min |

##### Classement
| Rang poule | Classement ATP Race | Joueur                              | Match(s) G-P | Set(s) G-P | Jeux G-P |
| ---------- | ------------------- | ----------------------------------- | ------------ | ---------- | -------- |
| 1          | 2                   | Rajeev Ram Joe Salisbury            | 3-0          | 6-2        | 36-25    |
| 2          | 3                   | Pierre-Hugues Herbert Nicolas Mahut | 2-1          | 5-2        | 33-32    |
| 3          | 5                   | Juan Sebastián Cabal Robert Farah   | 1-2          | 3-4        | 33-29    |
| 4          | 7                   | Jamie Murray Bruno Soares           | 0-3          | 0-6        | 22-38    |

### Phase finale
|  |                                     |                  |            |            |                                     |                  |            |                          |            |        |        |        |
|  | 1/2 finale                          | 1/2 finale       | 1/2 finale | 1/2 finale | 1/2 finale                          |                  |            | Finale                   | Finale     | Finale | Finale | Finale |
|  | 20 novembre 2021                    | 20 novembre 2021 | 1 h 16 min | 1 h 16 min | 1 h 16 min                          |                  |            |                          |            |        |        |        |
|  | 20 novembre 2021                    | 20 novembre 2021 | 1 h 16 min | 1 h 16 min | 1 h 16 min                          |                  |            |                          |            |        |        |        |
|  | Marcel Granollers Horacio Zeballos  | (4)              | 3          | 4          |                                     |                  |            |                          |            |        |        |        |
|  | Marcel Granollers Horacio Zeballos  | (4)              | 3          | 4          | 21 novembre 2021                    | 21 novembre 2021 | 1 h 31 min | 1 h 31 min               | 1 h 31 min |        |        |        |
|  | Pierre-Hugues Herbert Nicolas Mahut | (3)              | 6          | 6          | 21 novembre 2021                    | 21 novembre 2021 | 1 h 31 min | 1 h 31 min               | 1 h 31 min |        |        |        |
|  | Pierre-Hugues Herbert Nicolas Mahut | (3)              | 6          | 6          | Pierre-Hugues Herbert Nicolas Mahut | (3)              | 6          | 7                        |            |        |        |        |
|  | 20 novembre 2021                    | 20 novembre 2021 | 1 h 34 min | 1 h 34 min | 1 h 34 min                          | (3)              | 6          | 7                        |            |        |        |        |
|  | 20 novembre 2021                    | 20 novembre 2021 | 1 h 34 min | 1 h 34 min | 1 h 34 min                          |                  |            | Rajeev Ram Joe Salisbury | (2)        | 4      | 60     |        |
|  | Rajeev Ram Joe Salisbury            | (2)              | 4          | 7          | 10                                  |                  |            | Rajeev Ram Joe Salisbury | (2)        | 4      | 60     |        |
|  | Rajeev Ram Joe Salisbury            | (2)              | 4          | 7          | 10                                  |                  |            |                          |            |        |        |        |
|  | Nikola Mektić Mate Pavić            | (1)              | 6          | 63         | 4                                   |                  |            |                          |            |        |        |        |
|  | Nikola Mektić Mate Pavić            | (1)              | 6          | 63         | 4                                   |                  |            |                          |            |        |        |        |

### Classement final
| Résultat        | Classement ATP Race | Équipe                              | Match(s) G-P | Set(s) G-P | Jeux G-P | Points gagnés | Nouveau rang |
| --------------- | ------------------- | ----------------------------------- | ------------ | ---------- | -------- | ------------- | ------------ |
| Vainqueurs      | 3                   | Pierre-Hugues Herbert Nicolas Mahut | 4-1          | 9-2        | 58-49    | 1300          | 3            |
| Finalistes      | 2                   | Rajeev Ram Joe Salisbury            | 4-1          | 8-5        | 58-51    | 1000          | 2            |
| Demi-finalistes | 1                   | Nikola Mektić Mate Pavić            | 2-2          | 5-4        | 47-43    | 400           | 1            |
| Demi-finalistes | 4                   | Marcel Granollers Horacio Zeballos  | 2-2          | 5-5        | 42-47    | 400           | 4            |
| Poules          | 5                   | Juan Sebastián Cabal Robert Farah   | 1-2          | 3-4        | 33-29    | 200           | 5            |
| Poules          | 6                   | Ivan Dodig Filip Polášek            | 1-2          | 3-4        | 36-36    | 200           | 6            |
| Poules          | 8                   | Kevin Krawietz Horia Tecău          | 1-2          | 2-5        | 32-36    | 200           | 7            |
| Poules          | 7                   | Jamie Murray Bruno Soares           | 0-3          | 0-6        | 22-38    | 0             | 8            |